# Maxillaria paranaensis
Maxillaria paranaensis är en orkidéart som beskrevs av João Barbosa Rodrigues. Maxillaria paranaensis ingår i släktet Maxillaria och familjen orkidéer. Inga underarter finns listade i Catalogue of Life.